# Секирин, Николай Петрович
Николай Петрович Секирин (17 февраля (1 марта) 1899, Иваново-Вознесенск — 1962, Иваново, РСФСР) — советский художник, график, член Союза советских художников.

## Биография
Родился 17 февраля 1899 года в семье чеканщика по металлу и первые годы работал в данной специальности. С 1918 по 1924 год был членом Союза рабочих-металлистов. С 1918 по 1921 год служил на Иваново-Вознесенском огнескладе и в рядах Красной армии.
С 1921 по 1923 год учился в Художественно-промышленных мастерских в Иваново-Вознесенске, а с 1923 по 1927 год — во ВХУТЕМАС-ВХУТЕИНе у К. С. Петрова-Водкина и В. Е. Савинского (в 1924 году с общего курса перевёлся на станковое отделение живописного факультета). В качестве дипломной работы написал эскиз «Пионерский лагерь. Купание» (в настоящее время находится в НИМ РАХ), а также защитил научную работу «Пейзажи А. А. Иванова», которая была рекомендована к печати «после проработки». По окончании, получив звание художника-живописца и вернулся в город Иваново.
С 1930 по 1946 год преподавал в Ивановском художественном училище им. М. И. Малютина.

Скончался в 1962 году. Похоронен на кладбище Балино (квартал № 182, могила № 145, правая сторона у входа на кладбище воинов Великой Отечественной войны, близ памятника воинам Великой Отечественной войны). Распоряжение Департамента культуры и культурного наследия Ивановской области № 70 от 18 июня 2009 года надгробие внесено в список памятников культурного наследия Российской Федерации.

## Творчество
Одним из первых обратился к изображению жизни и труда ивановских текстильщиков (картины «У ткацкого мастера», «Ткачиха на отдыхе», «Ткачиха», «Ткацкие помощники мастера Ивановского меланжевого комбината», портреты ткачих Т. И. Шувандиной, Воробьёвой, Орловой и других). Создал ряд картин на историко-революционные темы («Расклейка прокламаций»), написал портреты известных ивановцев (О. А. Беловой, П. И. Румянцева, Г. Е. Гнедина, Л. М. Кузьмина, И. И. Заславского), создал немало пейзажей («Зимний этюд», «Дубы», «Утро на Волге», «У околицы»). Участвовал в московских и областных художественных выставках.
Выставки
- Персональная выставка в связи с 60-летием со дня рождения (1959, Иваново, клуб фабрики им. Зиновьева)